# Oleg Saljukov
Oleg Saljukov (ryska: Олег Леонидович Салюков), född 21 maj 1955 i Saratov i Sovjetunionen, är en rysk arméofficer. 
Oleg Saljukow är son till generalmajor Leonid Saljukov (1920–2006) och växte upp i Penza. Han utexaminerades 1977 från Uljanovsks pansarbefälskola i Uljanovsk, 1985 från Pansartruppernas militärhögskola i Moskva och 1996 från Rysslands försvarsmakts generalstabs militärakademi.
Oleg Saljukov utnämndes 2010 till biträdande chef för den ryska generalstaben och 2014 till chef för Ryska federationens armé. Han blev 2006 befordrad till generalöverste och 2019 till full general.
Den 11 januari 2023 meddelade Ryska federationens försvarsministerium att generalstabschefen Valerij Gerasimov tillträtt som överbefälhavare för den ryska invasionsstyrkan i Ukraina efter Sergej Surovikin, samt att Oleg Sajukov tillsammans med Surovikin och biträdande generalstabschefen Aleksej Kim utsetts till ställföreträdare.

## Sanktioner
Saljukov togs i februari 2022 upp på Europeiska Unionens sanktionslista för att vara "ansvarig för verksamhet som aktivt stödjer  och innebär genomförande av verksamhet och policies som underminerar och hotar Ukrainas territoriella integritet, suveränitet och oberoende såväl som Ukrainas stabilitet och säkerhet".